# Bufo olivaceus
Bufo olivaceus är en groddjursart som beskrevs av Blanford 1874. Bufo olivaceus ingår i släktet Bufo och familjen paddor. Inga underarter finns listade.